# Citharexylum tristachyum
Citharexylum tristachyum är en verbenaväxtart som beskrevs av Porphir Kiril Nicolai Stepanowitsch Turczaninow. Citharexylum tristachyum ingår i släktet Citharexylum och familjen verbenaväxter. Inga underarter finns listade i Catalogue of Life.